# Фонтегрека
Фонтегрѐка (на италиански: Fontegreca; на неаполитански: Fossaceca, Фосачекъ) е село и община в Южна Италия, провинция Казерта, регион Кампания. Разположено е на 320 m надморска височина. Населението на общината е 857 души (към 2010 г.).